# Tauschia hartwegi
Tauschia hartwegi är en flockblommig växtart som först beskrevs av Asa Gray, och fick sitt nu gällande namn av James Francis Macbride. Tauschia hartwegi ingår i släktet Tauschia och familjen flockblommiga växter. Inga underarter finns listade i Catalogue of Life.